# Waltringhausen
Waltringhausen è una frazione (Ortsteil) della città di Bad Nenndorf, nel land della Bassa Sassonia, in Germania.

## Storia
Già comune autonomo nel circondario della contea di Schaumburg, fu soppresso e incorporato a Bad Nenndorf il 1º marzo 1974.